# Parapurcellia natalia
Espèce
Parapurcellia natalia est une espèce d'opilions cyphophthalmes de la famille des Pettalidae.

## Distribution
Cette espèce est endémique du KwaZulu-Natal en Afrique du Sud. Elle se rencontre vers Greytown.

## Description
Le mâle holotype mesure 1,58 mm

## Étymologie
Son nom d'espèce lui a été donné en référence au lieu de sa découverte, le Natal.

## Publication originale
- de Bivort & Giribet, 2010 : « A systematic revision of the South African Pettalidae (Arachnida: Opiliones: Cyphophthalmi) based on a combined analysis of discrete and continuous morphological characters with the description of seven new species. » Invertebrate Systematics, vol.  24, no , p. 371–406.